# أحمد فوزي (كاتب)
أحمد فوزي عبد الجبار (1927 - 1991)، هو كاتب ومُؤرِّخ وصحفي ومحامي عراقي له العديد من المؤلفات فيما يختص بتاريخ العراق الحديث.

## نشأته
وُلد أحمد فوزي في مدينة بغداد بتاريخ 24 تشرين الثاني عام 1927 المصادف ليوم الأحد، دخل كلية الحقوق وتخرج منها سنة 1953وإِنصرف للعمل في مجال الصحافة

## مسيرته الصحفية
أَصدر مع المحامي والسياسي العراقي المعروف فائق السامرائي صحيفة "الجريدة" في عام 1953، وأُنتخب مديرًا لجريدة "لواء الاستقلال" سنة 1954.

### ما بعد ثورة 14 تموز
بعد وقوع ثورة 14 تموز سنة 1958 والإطاحة بالنظام الملكي في العراق نُسبت لأحمد فوزي عدة مهام ومسؤوليات في مجال الصحافة ولكن بعد عام 1959 وظهور الصراعات السياسية والحزبية قرر أحمد فوزي اللجوء إلى الجمهورية العربية المتحدة، حيث أصبح هناك معارضًا لنظام الحكم في العراق وأَخد يؤلف عدة كتب يتهجم وينتقد من خلالها رئيس الوزراء العراقي عبد الكريم قاسم ولم يَعُد إلى العراق إلى بعد وقوع انقلاب 8 شباط سنة 1963.
اسْتمر أحمد فوزي في العمل في عدة مجالات وزارية وصحفية إلى أن أُحيل إلى التقاعد سنة 1979.

## وفاته
توفي أحمد فوزي سنة 1991م.

## مؤلفاته
ألف في بداية عقد السيتنيات عدة كتب وقد صَدَر معظمها في القاهرة :
- 1960 – غرب أم غروب قصة عبدالكريم قاسم وثورة ١٤ تموز ١٩٥٨، القاهرة.
- 1961 – (بترول ودخان) -قاسم والكويت- القاهرة.
- 1962 – (خناجر وجبال) -قاسم والأكراد- القاهرة.
- 1963 – (لهو في لهب) -قاسم والنفط- القاهرة.
- 1963 – قصة عبد الكريم قاسم كاملة، القاهرة.
- 1963 – ثورة ١٤ رمضان، القاهرة.

وفي عقد الثمانينات ألف أحمد فوزي عدة كتب وصدَرَ معظمها في بغداد:
- 1988 – عبد الكريم قاسم وساعاته الأخيرة، بغداد.
- 1989 – عبد السلام محمد عارف سيرته محاكمته مصرعه، بغداد .
- 1989 – الملك فيصل عائلته حياته مؤلفاته، بغداد.
- 1990 – أين الحقيقة في مصرع عبد الكريم قاسم، بغداد .